# الفصول المهمة فی اصول الائمة
الفصول المهمه فی اصول الائمه کتابی از محمد بن حسن حر عاملی است.

## تصحیح
تصحیح این کتاب در سال ۱۴۱۸ق منتشر و در مراسم کتاب سال جمهوری اسلامی ایران به‌عنوان کتاب شایسته تقدیر معرفی شد.